# Galla Lupanio
Galla Lupanio (?, 8. század – ?, 756) volt az ötödik Velence dózséinak sorában. 755-ben került a figyelem központjába, azonban rövid uralmáról és életéről nem tudunk sokat.

## Élete
Galla egy világraszóló árulással szerezte meg a dózsei rangot. Legjobb barátját, elődjét, Teodato Ipatót árulta el, amikor a velenceieket felbőszítve megdöntette a dózse hatalmát.  Galla elhitette a lagúna kereskedő népével, hogy a Teodato által kötött béke a longobárdokkal hamarosan Velence pusztulásához vezet majd, hiszen az Itáliára törő frankok hatalmas seregükkel el fogják tiporni a kis államot. A megrémült velenceiek azonnal elfogták Teodatót, megvakították és kopaszra nyírták.
Mindezek után nem csoda, hogy a korához képest igen demokratikus berendezkedésű államban Galla lett a legnépszerűbb vezető egyéniség. 755-ben őt választották meg dózsénak. De azt korántsem gondolta volna, hogy ő maga is árulása martalékává válik. A frankok hamarosan elhagyták Itáliát, és az új longobárd király, Desiderio visszafoglalta az elvesztett területeket, így ismét a lombardok váltak a környék vezető hatalmává. A velenceieknek ezúttal nem volt szükségük szószólóra ahhoz, hogy tudják, mit kell tenni ilyen esetben: 756-ban elfogták, majd a főtéren megvakították Lupianót, és leborotválták a haját. Ezzel véget ért Galla uralma Velencében.
A hagyomány szerint tőle származik a Barozzi család. A későbbi korok számára is olyan mélyen megőrződött Galla árulása, hogy Olaszországban mind a mai napig a köpönyegforgató megfelelőjeként használják a voltagabbana (vagyis Gallai fordulás) kifejezést.
| Előző uralkodó: Teodato Ipato | Velencei dózse 755–756 | Következő uralkodó: Domenico Monegario |